# Stanley Crossett
Stanley Roy Crossett, kanadski profesionalni hokejist, * 18. april 1900, Tillsonburg, Ontario, Kanada, † 26. julij 1992.
Crossett je profesionalni hokej na ledu igral le eno sezono, v sezoni 1930/31 je zastopal barve NHL kluba Philadelphia Quakers.

## Kariera
Crossett je svojo hokejsko kariero pričel relativno pozno, pri starosti 29 let. Od vseh ostalih hokejistov se je že na daleč razlikoval po svoji postavi, s 183 centimetri in 91 kilogrami je veljal za nekakšnega "težkokategornika." V njegovih časih so bili namreč hokejisti nižje postave, saj je bilo v igri največ poudarka na hokejistovi spretnosti s palico - pri slednji pa so bili nižji igralci v boljšem položaju. Crossett je sezono 1929/30 prebil v članskem amaterskem moštvu Port Hope Eagles.
Naslednjo sezono, sezono 1930/31 mu je uspel preboj v ligo NHL. Pridružil se je ekipi Philadelphia Quakers, ki je v svoji prvi sezoni po selitvi iz Pittsburgha doživljala pravo rezultatsko katastrofo. Crossett je Quakerse okrepil kot prost igralec in zanje nastopil na 21 tekmah. Ob 10 kazenskih minutah ni v osebno statistiko vpisal nobene točke. Po koncu sezone je klub razpadel, Crossett pa je drsalke postavil v kot.
Vrnil se je v Port Hope, Ontario, in se poročil z Lauro Hill. Skupaj z ženo je bil kasneje lastnik in upravitelj taksi službe, hotela in dvorane z bazenom. Vse te funckije sta z ženo opravljala zelo uspešno. Crossett je prav tako sodeloval v drugi svetovni vojni in v vrstah kanadskih oboroženih sil napredoval do čina vodnika. Umrl je 26. julija 1992 v starosti 92 let.

### Pregled kariere
Odebeljeno - reprezentančni nastopi, glej tudi Statistika pri hokeju na ledu.
| Moštvo               | Liga    | Sezona |    | Redni del | Redni del | Redni del | Redni del | Redni del | Redni del |   | Končnica | Končnica | Končnica | Končnica | Končnica | Končnica |
| -------------------- | ------- | ------ | -- | --------- | --------- | --------- | --------- | --------- | --------- | - | -------- | -------- | -------- | -------- | -------- | -------- |
| Moštvo               | Liga    | Sezona | OT | G         | P         | T         | +/-       | KM        | OT        | G | P        | T        | +/-      | KM       |          |          |
| Port Hope Eagles     | OHA-Sr. | 29/30  |    |           |           |           |           |           |           |   |          |          |          |          |          |          |
| Philadelphia Quakers | NHL     | 30/31  |    | 21        | 0         | 0         | 0         |           | 10        |   |          |          |          |          |          |          |
| Skupaj               |         |        |    | 21        | 0         | 0         | 0         |           | 10        |   |          |          |          |          |          |          |